# La Vie rêvée de Mario Jean
La Vie rêvée de Mario Jean est une série télévisée humoristique québécoise en 13 épisodes de 25 minutes scénarisée par Mario Jean et diffusée entre le 15 septembre 2004 et le 8 décembre 2004 à la Télévision de Radio-Canada.

## Synopsis
Mario Jean est aux prises avec sa vie de vedette, soit, mais surtout aux prises avec sa vie de tous les jours en compagnie de sa famille et de ses proches collaborateurs.

## Distribution
- Mario Jean : Mario Jean
- Julie Ménard : Isabelle Boisclair, sa femme
- Marc Legault : Maurice Jean, son père
- Rémi-Pierre Paquin : Patrick Sauvageau, son scripteur
- Benoît Gouin : Pierre Gagné, son gérant
- Violette Chauveau : Marianne Jacques, sa voisine

## Fiche technique
- Idée originale : Mario Jean, Guy Veillet (Yatsav Productions) et Josée Turcot
- Scénaristes : Mario Jean et Daniel Thibault
- Réalisateurs : Jean-François Asselin et Nicolas Monette
- Producteurs : Josée Vallée et André Béraud
- Producteurs exécutifs : Richard Speer et Jacques Blain
- Production : Cirrus Communications Inc.

## Épisodes
1. La pause
2. La « game »
3. L'anniversaire
4. La fidélité
5. Le courage
6. La communication
7. La rage
8. La manchette
9. Les priorités
10. La mort (1re de 2)
11. La mort (2e de 2)
12. Le mensonge
13. La peur

## Distinctions
- Prix Gémeaux, 4 nominations, 2005.